# 馬拉先卡
50°2′26″N 24°32′19″E / 50.04056°N 24.53861°E
馬拉先卡（羅馬化：Marashchanka）是烏克蘭西部的村莊，隸屬利維夫州的佐洛奇夫區。該村面積0.36平方公里，海拔高度214米，2001年人口17，人口密度每平方公里47.75人。